# Adenanthos
Adenanthos is een geslacht van struiken uit de familie Proteaceae. Het telt drieëndertig soorten die endemisch zijn in Australië. 

## Soorten
- Adenanthos acanthophyllus A.S.George
- Adenanthos apiculatus R.Br.
- Adenanthos argyreus Diels
- Adenanthos barbiger Lindl.
- Adenanthos cacomorphus E.C.Nelson
- Adenanthos cuneatus Labill.
- Adenanthos cygnorum Diels
- Adenanthos detmoldii F.Muell.
- Adenanthos dobagii E.C.Nelson
- Adenanthos dobsonii F.Muell.
- Adenanthos drummondii Meisn.
- Adenanthos ellipticus A.S.George
- Adenanthos eyrei E.C.Nelson
- Adenanthos filifolius Benth.
- Adenanthos flavidiflorus F.Muell.
- Adenanthos forrestii F.Muell.
- Adenanthos glabrescens E.C.Nelson
- Adenanthos gracilipes A.S.George
- Adenanthos ileticos E.C.Nelson
- Adenanthos labillardierei E.C.Nelson
- Adenanthos linearis Meisn.
- Adenanthos macropodianus E.C.Nelson
- Adenanthos meisneri Meisn.
- Adenanthos obovatus Labill.
- Adenanthos oreophilus E.C.Nelson
- Adenanthos pungens Meisn.
- Adenanthos sericeus Labill.
- Adenanthos stictus A.S.George
- Adenanthos terminalis R.Br.
- Adenanthos velutinus Meisn.
- Adenanthos venosus Meisn.

## Hybriden
- Adenanthos × cunninghamii Meisn.
- Adenanthos × pamela E.C.Nelson

... · 
Adenanthos · 
Alloxylon · 
Banksia · 
Grevillea · 
Leucadendron · 
Macadamia · 
Persoonia · 
Protea · 
Toronia · 
Xylomelum · 
...